# Jacob-Elisée Cellérier
Jacob-Elisée Cellérier (12. Dezember 1785 in Satigny; † 17. November 1862 in Genf) war ein Schweizer evangelischer Geistlicher und Hochschullehrer.

## Leben

### Familie
Jacob-Elisée Cellérier war der Sohn des Pfarrers Jean-Isaac-Samuel Cellérier (* 11. Dezember 1753 in Crans-près-Céligny; † 22. März 1844 in Genf) und dessen Ehefrau Françoise-Elisabeth (* 5. September 1761 in Genf; † 13. Oktober 1816 in Peissy bei Satigny), Tochter des Pfarrers Jacob Francillon (1732–1796).
Seit 1817 war er mit Henriette (* 18. Juli 1792 in Genf; † 29. September 1854 ebenda), Tochter von Jacques Lasserre (1761–1819), Mitglied des Conseil représentatif (Kantonsparlament) und Bürgermeister von Corsier; gemeinsam hatten sie drei Kinder, unter anderem auch Betsy Cellérier (* 6. August 1822 in Genf; † 14. Dezember 1881 ebenda), die sich ab den 1850er Jahren in der kirchlichen Freiwilligenarbeit engagierte.
Sein Urenkel war der Pfarrer Charles Cellérier.

### Werdegang
Jacob-Elisée Cellérier immatrikulierte sich an der Académie de Genève zu einem Theologiestudium.
1808 erfolgte seine Ordination, worauf er seinen Vater in dessen Amt unterstützte, und von 1814 bis 1816 war er, als Nachfolger seines Vaters, Pfarrer in Satigny.
1816 wurde Jacob-Elisée Cellérier zum Professor für Hebräisch an die Genfer Akademie berufen, bevor er 1835 die Professur für Exegese und kritische Bibelwissenschaften erhielt; 1854 ging er in den Ruhestand und ihm folgte Hugues Oltramare.
Von 1840 bis 1843 war er Rektor der Akademie.
Von 1842 bis 1851 gehörte er dem Consistoire (Kirchengemeinderat) an.

### Berufliches und theologisches Wirken
Jacob-Elisée Cellérier war ein Gegner der Genfer Erweckungsbewegung (des Réveil), wandte sich aber auch gegen die Bibelkritiker und vertrat eine vermittelnde, für Frömmigkeit und Ethik offene Theologie der Offenbarung.
Er hinterliess zahlreiche Aufsätze in verschiedenen Zeitschriften und diverse Publikationen, darunter 1826 Discours sur la lecture de l'Ecriture sainte, 1832 Qu'est-ce qu'un serviteur de Jésus Christ? und 1852 Manuel d'herméneutique biblique; seine Schriften wurden auch ins Englische übersetzt. Unveröffentlicht blieb sein Journal des troubles religieux à Genève en 1817 et années suivantes.
Mit seinen Schriften beeinflusste er unter anderem die religiöse Entwicklung des italienischen Ministerpräsidenten Camillo Benso von Cavour.

## Schriften (Auswahl)
- Élémens de la grammaire hébraique. Genf 1820.
- Essai d'une introduction critique au Nouveau Testament. Genf 1823.
- De l'origine authentique et divine de l'Ancien Testament, discours. Genf 1826.
- Discours sur les efforts que le ministre de Jésus-Christ doit faire pour acquérir une instruction étendue et variée, et sur le but qu'il doit se proposer dans cette recherche. Genf 1826.
- A discourse on the authenticity and divine origin of the Old Testament. Genf 1830.
- Introduction à la lecture des livres saints, à l'usage des hommes religieux et éclairés. Genf 1832.
- Qu'est-ce qu'un serviteur de Jésus-Christ? Genf 1832.
- Le jubilé de la Réformation: histoires d'autrefois. Genf 1835.
- Le serviteur de Jésus-Christ au milieu des débats: trois discours. Valence und Paris 1836.
- Esprit de la législation mosaïque. Genf 1837.
- The Authenticity of the New Testament. Boston 1838.
- Jean Isaac Samuel Cellérier, Jacob-Elisée Cellérier: Recueil de prières chrétiennes pour le culte domestique. Paris und Genf 1845.
- L'Eglise de Satigny. Genf 1848.
- Étude et commentaire sur l'épitre de St. Jaques. Genf 1850.
- Analyse et paraphrase des deux Épitres aux Corinthiens. Paris 1851.
- Qu'est ce qu'un serviteur de Jésus-Christ : trois discours adressés aux étudians en théologie, à l'ouverture des cours de novembre 1829, 1830 et 1831. Genf 1852.
- Manuel d'Hermeneutique. Genf 1852.
- Vie intérieure: sermons ou méditations chrétiennes. Paris und Genf 1852.
- Notice biographique sur Ch. Perrot, pasteur genevois au 16e siècle. Genf 1856.
- Du rôle politique de la vénérable compagnie dans l'ancienne république de Genève. Genf 1860.
- Charles Perrot, son histoire et ses lettres. Genf 1864.
- L’Académie de Genève. 1872.
- Biblical hermeneutics. New York 1881.